# Johann Nepomuk Czermak
Johann Nepomuk Czermak (také Jan Nepomuk Čermák) (17. června 1828, Praha – 16. září 1873 Lipsko) byl česko-německý fyziolog. Byl průkopníkem laryngoskopie. Jako první popsal jeden z typů zuboviny – interglobulární dentin, který se po něm také označuje jako Czermakovy (Čermákovy) lakuny.

## Život
Narodil se v rodině lékaře Jana Čermáka (1797–1843) a jeho manželky Josefy Veselé (dcery Ignáce Veselého, milovníka a sběratele obrazů, spoluzakladatele Společnosti vlasteneckých přátel umění). Malíř Jaroslav Čermák a psychiatr Josef Čermák byli jeho bratři.  Fyziolog Josef Julius Čermák byl jeho strýc.
Medicínu studoval v rodné Praze, později ve Vratislavi, kde potkal Jana Evangelistu Purkyněho, jenž ho ovlivnil zásadním způsobem – jednak ho Purkyně ponoukl k vědecké činnosti, a jednak Czermaka ovlivnily Purkyněho teorie. Doktorát získal v Praze, poté žil ve Štýrském Hradci (profesor 1855), Krakově, Budapešti, aby se znovu vrátil do Prahy a založil zde soukromý ústav. Nakonec odešel na univerzitu do Lipska, kde se stal mimořádným profesorem. V Lipsku založil fyziologický ústav známý jako Spectatorium. V Lipsku i zemřel.
Spolu s Ludwigem Turckem zavedl do lékařství laryngoskop (vynález Manuela Garcii). Užíval ho zejména k vyšetření dutiny nosní. Jeho profese ho též přivedla k zájmu o fonetiku a roli nosu při tvorbě řeči a zvuků. Objevil rovněž na krku bod, jehož mačkáním lze snížit tepovou frekvenci či dokonce zbavit vědomí. Prokázal též vliv sympatiku na vylučování slin. Přispěl též k pochopení poruchy, která je dnes známa jako Von Hippel-Lindauova nemoc.
V roce 1853 se v Praze oženil s Marií von Lämel (1829–1880), dcerou významného pražského bankéře Leopolda von Lämela, který konvertoval od judaismu ke křesťanství; pár měl čtyři děti (Heinrich, Ernst Oswald, Sophie Josefine Friederike a Leopold).